# Cabo de Três Pontas

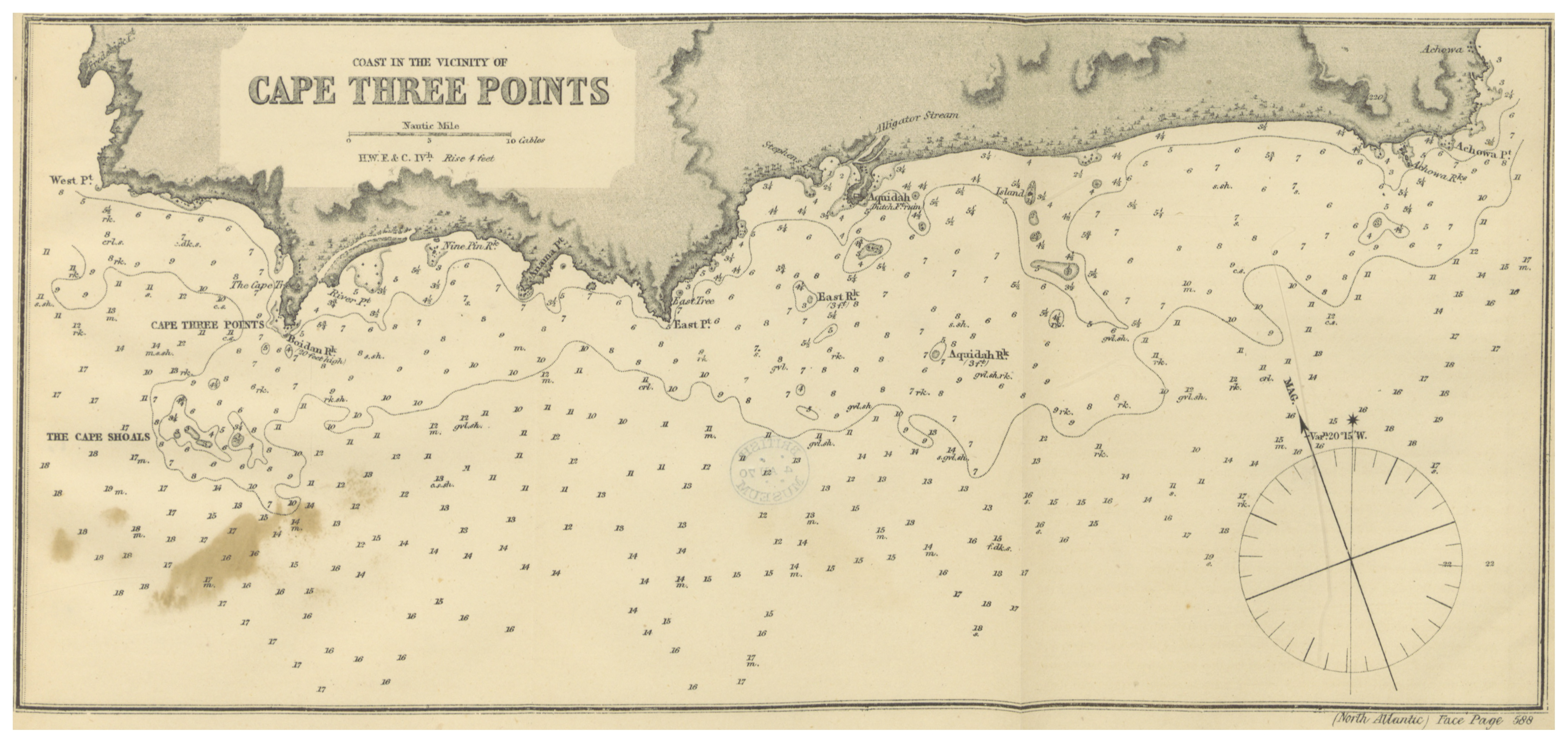
Cape Three Points (1869)

O Cabo de Três Pontas (em inglês:  cape Three Points, em francês:  cap des Trois-Pointes) é uma pequena península do Gana, na região Ocidental do país.
Fica perto das cidades de Dixcove e Princes Town, e constitui o ponto mais meridional do Gana. Tem um farol, construído em 1875 e reconstruído em 1921, que facilita a navegação marítima no golfo da Guiné.